# Aneta Hladíková
Aneta Hladíková (ur. 30 sierpnia 1984 w Městcu Králové) – czeska kolarka BMX, srebrna medalistka mistrzostw świata.

## Kariera
Największy sukces w karierze Aneta Hladíková osiągnęła w 2007 roku, kiedy zdobyła srebrny medal w konkurencji crusier podczas mistrzostw świata w Victorii. W zawodach tych wyprzedziła ją jedynie Sarah Walker z Nowej Zelandii, a trzecie miejsce zajęła Francuzka Amélie Despeaux. Był to jedyny medal wywalczony przez Hladíkovą na międzynarodowej imprezie tej rangi. Czeszka dwukrotnie otarła się o podium: podczas mistrzostw w Paryżu w 2005 roku była czwarta w wyścigu elite, a na rozgrywanych rok później mistrzostwach w São Paulo była czwarta w cruiserze. W 2012 roku wzięła udział w igrzyskach olimpijskich w Londynie, plasując się na dziesiątej pozycji.